# Andreas Dibowski
Andreas Dibowski, né le 29 mars 1966 à Hambourg,  est un cavalier de concours complet d'équitation. Il est médaillé d'or par équipes aux jeux olympiques de 2008.